# 피노키오피
피노키오피(일본어: ピノキオピー)는 일본의 작곡가, 삽화가, 캐릭터 디자이너, 보카로P이다.
피노키오피의 가장 잘 알려진 곡으로는 신 같네, 익명 M 등이 있다.

## 생애 및 경력
피노키오피는 2009년에 영상 공유 플랫폼에 보컬로이드 음악을 발표하기 시작했다. 2010년 앨범 Hana ga Nobiru로 데뷔했다.
원래 음악은 취미였고, 만화가가 되기를 꿈꿨다. 그러나 만화 창작이 힘들어지자 더블 래리어트를 접한 후 현실 도피의 형태로 곡을 작곡하는 쪽으로 방향을 틀었다.
피노키오피는 항상 인간적인 주제를 탐구하는 전자 사운드에 매료되어 왔기 때문에, 니코니코 동화에서 발견한 아고아니키의 더블 래리어트에 큰 영향을 받았다. 보컬로이드가 인간과 같은 가사로 밴드 스타일의 음악을 연주한다는 아이디어는 피노키오피에게 깊은 인상을 남기기도 하였다.
새로운 음악을 발표하면서 피노키오피는 여러 협업과 라이브 공연으로 활동을 확장하였다.

### 앨범

#### 주요 앨범
| 순위 | 발매일           | 제목              | 표준 부품 번호 | 표준 부품 번호 | 최고 순위 |
| 순위 | 발매일           | 제목              | 첫회 한정판    | 일반판         | 최고 순위 |
| ---- | ---------------- | ----------------- | -------------- | -------------- | --------- |
| 1    | 2012년 7월 4일   | Obscure Questions | – -            | QWCE-00234     | 19        |
| 2    | 2023년 5월 17일  | META              | MUI-0002       | MUI-0002       | 20        |
| 3    | 2019년 2월 27일  | ZERO-GO (零号)    | UMA-1118       | UMA-1118       | 50        |
| 4    | 2016년 11월 23일 | HUMAN             | UMA-9086-9088  | UMA-1086       | 39        |
| 5    | 2021년 8월 11일  | LOVE (ラヴ)       | MUI-0001       | MUI-0001       | 31        |